# Max Pam
 (octobre 2020).
Si vous disposez d'ouvrages ou d'articles de référence ou si vous connaissez des sites web de qualité traitant du thème abordé ici, merci de compléter l'article en donnant les références utiles à sa vérifiabilité et en les liant à la section « Notes et références ».
Max Pam est un photographe australien, (né à Melbourne en 1949). 
Son œuvre majeure est Going East, récit photographique de ses voyages en Asie durant les années 1970 et 1980.

## Biographie

### Jeunesse
Né en Australie en 1949, Max Pam est sensibilisé très tôt aux voyages. Passionné de surf, il arpente l'Australie dès l'adolescence.

### Premières années
À partir des années 1970, il se rend en Asie où il décide de relier Calcutta à Londres en Coccinelle. Son œuvre est marquée par sa manière de capturer les portraits et la création de carnets de voyages.

## Expositions
Liste non exhaustive
- 1973 : Université de Melbourne, Melbourne.
- 1986 : Max Pam:  1980-1985, Art Gallery of Western Australia, Perth.
- 1990 : Max Pam : 1971-1990, Comptoir de la Photo, Paris.
- 1992 : Max Pam : Retrospective, Nara Sogo Museum of Art, Nara, Japon.
- 1999 : Signature Works - 25th Anniversary Exhibition, Australian Centre for Photography, Sydney.
- 2002 : Meridian - Focus on Contemporary Australian Art, Museum of Contemporary Art, Sydney.
- 2002 : Red Light, Australian Centre for Photography, Sydney.
- 2004 : stripTEASE - Max Pam, Australian Centre for Photography, Sydney, Ambassade d’Australie, Paris.
- 2023 : Festival Planches Contact, Les Franciscaines Deauville

## Publications
- Max Pam: From Eastern Fluency to Southern Recall: Photographs 1980-1985, Art Gallery of Western Australia, 1986.
- Visual Instincts: Contemporary Australian Photography, Canberra, Australian Government Publishing Service, 1989. Publié par Max Pam. Travaux de Max Pam, Fiona Margaret Hall, Emmanuel Angelicas, The After 200 Years Project, Grant Mudford et Jon Lewis.
- Going East: Two Decades of Asian Photography, Paris, Éditions Marval, 1992.
- Human Eye: Max Pam: Photographs 1970-1992, Nara, Nara Sogo Museum of Art, 1992. Préface de David Langsam.
- Max Pam , Collection L’oiseau Rare. Paris, Filigranes, 1999.
- Ethiopia, Toulouse, Les Imaginayres, 1999.
- Indian Ocean Journals, Göttingen, Steidl Verlag, 2000. Avec Patrick Remy. Préface de Gary Dufour.
- Kailash, Toulouse : Les Imaginayres, 2002.
- Atlas Monographs Sydney, Australie, T&G Publishing, 2009. Avec Stephen Muecke.
- Atlas Monographs-Limited editions Volume 1 and 2, Sydney, Australia: T&G Publishing.
- Ramadan in Yemen, Paris, Éditions Pierre Bessard, 2010.
- Narcolepsy, Sydney, T&G Publishing. Avec Bob Charles, 2012.
- Contingency in Madagascar, Bristol, UK, Intellect, 2013. Avec Stephen Muecke.  (ISBN 9781841504742).
- The Sea of Love,  Paris, Éditions Pierre Bessard, 2019.